# Ophrypetalum odoratum
Ophrypetalum odoratum är en kirimojaväxtart som beskrevs av Friedrich Ludwig Diels. Ophrypetalum odoratum ingår i släktet Ophrypetalum och familjen kirimojaväxter. Inga underarter finns listade i Catalogue of Life.